# Albumy numer jeden w roku 1991 (Węgry)
Rok 1991 był drugim, w którym funkcjonowała lista najlepiej sprzedających się albumów na Węgrzech, Top 40 album- és válogatáslemez-lista.

## Historia notowania
| Data publikacji | Album                        | Wykonawca       | Źródło |
| --------------- | ---------------------------- | --------------- | ------ |
| 31 grudnia      | Tinédzser l’amour            | Szandi          | [ 1 ]  |
| 7 stycznia      | Tinédzser l’amour            | Szandi          | [ 2 ]  |
| 14 stycznia     | Tinédzser l’amour            | Szandi          | [ 3 ]  |
| 21 stycznia     | Tinédzser l’amour            | Szandi          | [ 4 ]  |
| 28 stycznia     | Tinédzser l’amour            | Szandi          | [ 5 ]  |
| 4 lutego        | Tinédzser l’amour            | Szandi          | [ 6 ]  |
| 11 lutego       | Tinédzser l’amour            | Szandi          | [ 7 ]  |
| 18 lutego       | Tinédzser l’amour            | Szandi          | [ 8 ]  |
| 25 lutego       | Tinédzser l’amour            | Szandi          | [ 9 ]  |
| 4 marca         | 1984                         | Bonanza Banzai  | [ 10 ] |
| 11 marca        | 1984                         | Bonanza Banzai  | [ 11 ] |
| 18 marca        | Tinédzser l’amour            | Szandi          | [ 12 ] |
| 25 marca        | Tinédzser l’amour            | Szandi          | [ 13 ] |
| 1 kwietnia      | 1984                         | Bonanza Banzai  | [ 14 ] |
| 8 kwietnia      | 1984                         | Bonanza Banzai  | [ 15 ] |
| 15 kwietnia     | 1984                         | Bonanza Banzai  | [ 16 ] |
| 22 kwietnia     | 1984                         | Bonanza Banzai  | [ 17 ] |
| 29 kwietnia     | Feketében                    | Omen            | [ 18 ] |
| 6 maja          | Feketében                    | Omen            | [ 19 ] |
| 13 maja         | Ítéletnap                    | Ossian          | [ 20 ] |
| 20 maja         | Ítéletnap                    | Ossian          | [ 21 ] |
| 27 maja         | Ítéletnap                    | Ossian          | [ 22 ] |
| 3 czerwca       | Ítéletnap                    | Ossian          | [ 23 ] |
| 10 czerwca      | Utálom az egész XX. századot | Beatrice        | [ 24 ] |
| 17 czerwca      | Utálom az egész XX. századot | Beatrice        | [ 25 ] |
| 24 czerwca      | Indul a mandula!!!           | Republic        | [ 26 ] |
| 1 lipca         | Indul a mandula!!!           | Republic        | [ 27 ] |
| 8 lipca         | Utálom az egész XX. századot | Beatrice        | [ 28 ] |
| 15 lipca        | Utálom az egész XX. századot | Beatrice        | [ 29 ] |
| 22 lipca        | Utálom az egész XX. századot | Beatrice        | [ 30 ] |
| 29 lipca        | Utálom az egész XX. századot | Beatrice        | [ 31 ] |
| 5 sierpnia      | Filmslágerek magyarul I.     | różni wykonawcy | [ 32 ] |
| 12 sierpnia     | Filmslágerek magyarul I.     | różni wykonawcy | [ 33 ] |
| 19 sierpnia     | Filmslágerek magyarul I.     | różni wykonawcy | [ 34 ] |
| 26 sierpnia     | Filmslágerek magyarul I.     | różni wykonawcy | [ 35 ] |
| 2 września      | Filmslágerek magyarul I.     | różni wykonawcy | [ 36 ] |
| 9 września      | Filmslágerek magyarul I.     | różni wykonawcy | [ 37 ] |
| 16 września     | Filmslágerek magyarul I.     | różni wykonawcy | [ 38 ] |
| 23 września     | Filmslágerek magyarul I.     | różni wykonawcy | [ 39 ] |
| 30 września     | Filmslágerek magyarul I.     | różni wykonawcy | [ 40 ] |
| 7 października  | Filmslágerek magyarul I.     | różni wykonawcy | [ 41 ] |
| 14 października | Filmslágerek magyarul I.     | różni wykonawcy | [ 42 ] |
| 21 października | Filmslágerek magyarul I.     | różni wykonawcy | [ 43 ] |
| 28 października | Gergely Róbert               | Róbert Gergely  | [ 44 ] |
| 4 listopada     | Gergely Róbert               | Róbert Gergely  | [ 45 ] |
| 11 listopada    | Gergely Róbert               | Róbert Gergely  | [ 46 ] |
| 18 listopada    | Gergely Róbert               | Róbert Gergely  | [ 47 ] |
| 25 listopada    | Gergely Róbert               | Róbert Gergely  | [ 48 ] |
| 2 grudnia       | Gergely Róbert               | Róbert Gergely  | [ 49 ] |
| 9 grudnia       | Gergely Róbert               | Róbert Gergely  | [ 50 ] |
| 16 grudnia      | Gergely Róbert               | Róbert Gergely  | [ 51 ] |
| 23 grudnia      | Gergely Róbert               | Róbert Gergely  | [ 52 ] |